# اندی باون
اندی باون (انگلیسی: Andy Bown؛ زادهٔ ۲۷ مارس ۱۹۴۶) یک موسیقی‌دان اهل بریتانیا است.